# Nestroyplatz (metropolitana di Vienna)
Nestroyplatz è una stazione della linea U1 della metropolitana di Vienna, situata nel 2º distretto (Leopoldstadt).

## Descrizione
La stazione, sotterranea, si trova sotto Praterstraße e si estende tra Komödiengasse e Rotensterngasse. È entrata in servizio il 24 novembre 1979 come prolungamento dal precedente capolinea di Stephansplatz. La stazione è stata capolinea della linea U1 fino al 28 febbraio 1981, quando entrò in servizio la stazione di Praterstern. Ai treni si accede da una banchina centrale ad isola.
La stazione di Nestroyplatz è stata costruita con una fresa meccanica a piena sezione, utilizzando per l'ultima volta la macchina perforatrice note come "Wiener Maulwurf" per la realizzazione del tunnel tra Schwedenplatz a Nestroyplatz sotto al Donaukanal. Il 26 maggio 1977, dopo il completamento del tunnel fino a Nestroyplatz, questo modello di perforatrice fu messo fuori servizio a favore di una nuova tecnologia, impiegata per le estensioni sotterranee successive. L'uso della talpa meccanica a piena sezione è ripreso solo nel 2003 per la realizzazione dell'ultimo prolungamento della linea U1.
La realizzazione della stazione ha richiesto lo spostamento delle linee tranviarie dal centro ai lati della Praterstraße. A causa della sua profondità, la stazione è realizzata su due piani.
Nei pressi di una delle uscite si trova Tempelgasse dove sorgeva la sinagoga Leopoldstädter Tempel, distrutta durante il pogrom di novembre del 1938. Al suo posto ora vi è un monumento commemorativo composto da quattro colonne bianche.
Vicino alla stazione si trova anche un monumento del 1929 dedicato a Johann Nestroy, in precedenza situato tra il Carltheater (che sorgeva in quest'area) e il Nestroyhof e spostato nella nuova posizione nel 1983 dopo la fine dei lavori per la metropolitana.

## Impatto urbano
L'apertura della stazione non ebbe inizialmente l'effetto previsto dai progettisti che si aspettavano che in conseguenza del nuovo collegamento la Praterstraße divenisse una "via dello shopping". Il primo edificio ad essere eretto in previsione dell'arrivo della metropolitana fu il grattacielo Galaxy, realizzato dall'architetto Josef Becvar sul sito del Carltheater demolito nel 1975. Questo grattacielo, ad uso uffici, rimase pressoché inutilizzato fino all'inizio degli anni novanta, quando vi si trasferirono le redazioni e gli uffici commerciali del gruppo editoriale News. Dopo l'ulteriore trasferimento del gruppo editoriale nella vicina Media Tower, tra il 2001 e il 2002 il grattacielo è stato innalzato da 15 a 21 piani su progetto dell'architetto Martin Kohlbauer e ribattezzato Galaxy 21. L'edificio ospita, tra le altre attività, una filiale della Banca Mondiale, l'Autorità Federale per la Concorrenza e l'Ufficio Federale per gli Acquisti.
Un altro edificio è stato eretto all'angolo tra Praterstraße e Aspernbrückengasse e, al posto della vecchia sede dell'Agenzia delle imposte, è stata realizzata la sede e gli studi di produzione dell'emittente televisiva ATV. Gli uffici dell'Agenzia delle imposte sono stati accorpati con quelli sull'altra riva del Danubio, in una nuova costruzione di fronte alla stazione U1 di Kagran.

## Ingressi
- Praterstraße
- Komödiengasse
- Weintraubengasse